# École patriotique ou épanouissement du romantisme haïtien
L’École patriotique ou épanouissement du romantisme haïtien est la troisième période de la littérature haitienne. Cette période s'étend de 1860 à 1898. Par ailleurs, le choix de la dénomination patriotique s'explique par la volonté des penseurs et des écrivains de se retrouver autour de cette thématique commune : la Patrie haïtienne. L'idéal patriotique constitue alors le thème principal réunissant les écrivains d'obédience politique diverse. L' hyper-thème de la production des écrivains patriotiques demeure: la défense de la Patrie, vilipendée par les racistes étrangers, déchirée par les luttes intestines pour le pouvoir politique,  la réhabilitation de celle-ci, et partant de la race noire.

## Historique
Durant cette phase, les œuvres des écrivains sont étroitement liées à la construction nationale. La période est marquée par la gloire de la race noire. À travers la poésie, les écrivains condamnent les luttes fratricides et appellent à la paix et à l’union en cherchant à exorciser le déchaînement des guerres civiles. En 1885, Louis-Joseph janvier dans Haïti aux Haïtiens (1884) et L’Égalité des races humaines (1884), Anténor Firmin avec principalement De l’égalité des races humaines (1885), d’Hannibal Price dans De la réhabilitation de la Race Noire par la République d’Haïti (1889) revendiquent de façon scientifique par leurs écrits, le droit et la personnalité nègre. Ils tiennent aussi à se défendre les diffamations pseudo-scientifiques et insultantes vociférées à l’égard d’Haïti.
En 1885, Louis-Joseph janvier dans Haïti aux Haïtiens (1884) et L’Égalité des races humaines (1884), Anténor Firmin avec principalement De l’égalité des races humaines (1885), d’Hannibal Price dans De la réhabilitation de la Race Noire par la République d’Haïti (1889) revendiquent de façon scientifique par leurs écrits, le droit et la personnalité nègre. Ils tiennent aussi à se défendre les diffamations pseudo-scientifiques et insultantes vociférées à l’égard d’Haïti.

Les années 1885, trois intellectuels haïtiens ont vivement revendiqué, de manière scientifique, le droit et la dignité du peuple noir. À travers leurs écrits, Louis-Joseph Janvier, Joseph Anténor Firmin et Hannibal Price ont vigoureusement réfuté les diffamations pseudo-scientifiques et les insultes visant Haïti.
Louis-Joseph Janvier, à travers ses ouvrages "Haïti aux Haïtiens" (1884) et "L'Égalité des races humaines" (1884), a formulé des réponses cinglantes à certaines attaques contre la République Noire. "Haïti aux Haïtiens" était une réplique à l'annexion du Môle Saint-Nicolas par les États-Unis, tandis que "L'Égalité des races" était une réponse à Ernest Renan qui soutenait que les hommes et les races n'étaient pas égaux. Janvier a démontré par des arguments solides que les Noirs possédaient des aptitudes dans tous les domaines, y compris les lettres, les arts et les sciences.
Joseph Anténor Firmin s'est quant à lui défendu contre les inexactitudes avancées par le comte Arthur de Gobineau dans sa thèse "L'Inégalité des races humaines" (1853). Dans son ouvrage "De l'égalité des races humaines" (1885), Firmin a réfuté les théories racistes et affirmé l'égalité de toutes les races humaines.
Ces défenseurs ont donné un élan incommensurable au mouvement littéraire haïtien, utilisant la plume comme une arme pour défendre leur nation. Contrairement aux pseudo-classiques qui faisaient appel à l'émotion et à l'unité pour défendre le pays, ces théoriciens du XIXe siècle ont adopté une approche scientifique et bien fondée dans leur plaidoyer pour Haïti et la réhabilitation de la race noire.
Les écrivains et intellectuels haïtiens du XIXe siècle ont laissé un héritage durable, non seulement en défendant la dignité et les droits du peuple noir, mais aussi en contribuant à la littérature et à la pensée progressiste de leur époque. Leurs écrits et leurs actions ont marqué l'histoire d'Haïti et ont influencé la lutte pour l'égalité et la reconnaissance de la race noire dans le monde.

## Auteurs de periodes 1836-1860
Les principaux auteurs de cette période sont,:

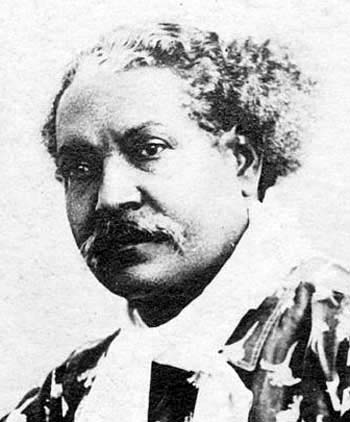
Oswald Durand
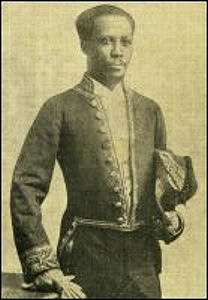
Massillon Coicou
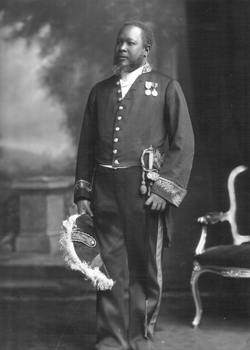
Louis-Joseph Janvier
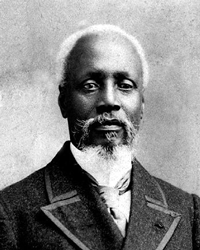
Anténor Firmin
- Hannibal Price

- Oswald Durand
- Massillon Coicou
- Louis-Joseph Janvier
- Joseph Anténor Firmin